# Maydenoptila
Maydenoptila is een geslacht van schietmotten uit de familie Hydroptilidae.

## Soorten
Deze lijst van 8 stuks is mogelijk niet compleet.
- M. antennifera A Wells, 1983
- M. baynesi A Wells, 1983
- M. commista A Wells, 1980
- M. cuneola A Neboiss, 1977
- M. explicata A Wells, 1980
- M. kurandica A Wells, 1980
- M. pseudorupina A Wells, 1980
- M. rupina A Neboiss, 1977